# Space Oddity (album)
Vous lisez un « bon article » labellisé en 2020.
Pour la chanson, voir Space Oddity.
Albums de David Bowie
David Bowie
(1967) The Man Who Sold the World
(1970)
Singles
1. Space Oddity
Sortie : 11 juillet 1969
2. Memory of a Free Festival
Sortie : 12 juin 1970

Space Oddity est le deuxième album studio de David Bowie. Il est sorti en novembre 1969 chez Philips Records au Royaume-Uni sous le titre David Bowie et chez Mercury Records aux États-Unis sous le titre Man of Words / Man of Music. Il est plus connu sous le titre Space Oddity qui est utilisé à partir de sa réédition chez RCA Records en 1972.
Les chansons figurant sur cet album, enregistrées avec les membres du groupe Junior's Eyes, relèvent du genre folk rock et témoignent de l'influence de Bob Dylan et de Simon and Garfunkel sur Bowie. Plusieurs sont d'ordre autobiographique et reviennent sur sa relation avec l'actrice Hermione Farthingale, dont il partage la vie durant la majeure partie de l'année 1968. D'autres témoignent de son expérience du mouvement hippie, dont il est proche depuis la création de l'Arts Lab de Beckenham au printemps 1969, et d'une certaine désillusion à son égard.
Malgré le succès du single Space Oddity, qui est repris en ouverture du 33 tours, cet album est un échec commercial. Ce n'est qu'au moment de sa réédition chez RCA, lorsque Bowie est devenu une vedette sous l'identité de Ziggy Stardust, qu'il entre dans le top 20 des ventes au Royaume-Uni et aux États-Unis.

## Histoire

### Contexte

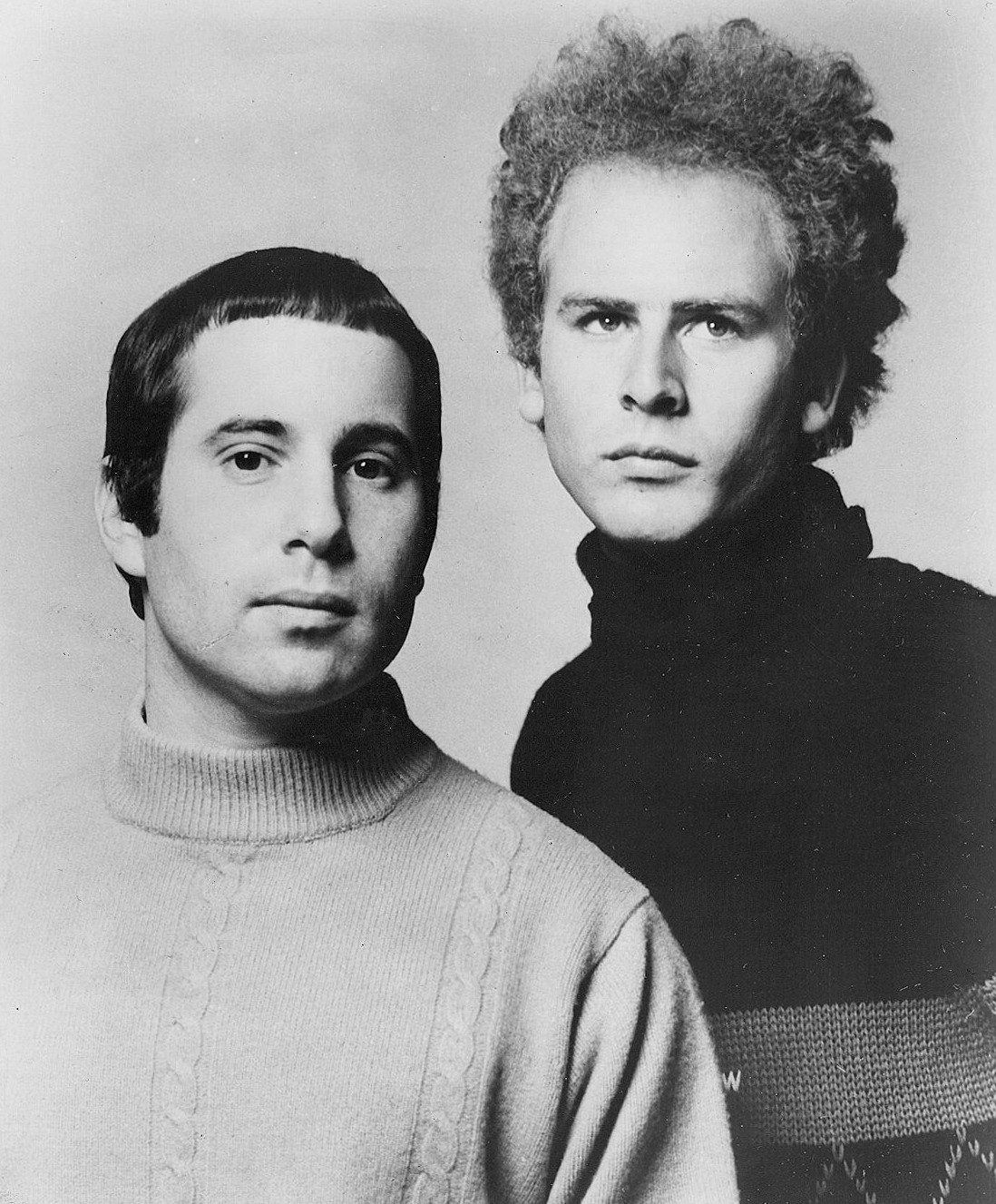
Simon and Garfunkel servent de modèle au duo formé par Bowie avec son ami John Hutchinson au printemps 1969.

Le contrat de David Bowie avec Deram Records prend officiellement fin le 22 avril 1968. Au cours de ses dix-huit mois sur ce label, le jeune chanteur a sorti trois singles et un album, simplement intitulé David Bowie, paru le 1er mai 1967. Sa musique, une pop orchestrale influencée par le music-hall et le vaudeville, ne rencontre aucun succès auprès du public, même si certains critiques, comme Chris Welch de Melody Maker ou Penny Valentine de Disc and Music Echo, décèlent chez lui un certain talent pour l'écriture.
À la suite de l'échec de ce premier album, Bowie diversifie sa palette artistique. Il s'essaie au mime et au théâtre auprès de Lindsay Kemp, tente de monter un spectacle de cabaret et décroche des petits rôles dans le téléfilm The Pistol Shot et le film Les Soldats vierges. Durant le tournage de The Pistol Shot, fin janvier 1968, il fait la connaissance d'une jeune actrice, Hermione Farthingale, qui devient sa petite amie. Ils emménagent ensemble au mois d'août dans une chambre de bonne sur Clareville Grove, une rue du quartier londonien de South Kensington.
Avec le guitariste Tony Hill (ex-The Misunderstood), le couple forme un trio, Turquoise, qui donne une poignée de spectacles à Londres en septembre-octobre 1968. Leurs prestations mélangent mime et interprétations de chansons folk avec harmonies vocales et guitares acoustiques. Leur répertoire comprend quelques compositions de Bowie (dont certaines sont nouvelles, comme Ching-a-Ling), ainsi que des reprises d'Amsterdam de Jacques Brel ou de Love Song de Lesley Duncan, entre autres. Parti fonder High Tide, Hill est remplacé fin octobre par John Hutchinson, dit « Hutch », qui a déjà joué avec Bowie au sein du groupe The Buzz en 1966.
Le trio Bowie-Farthingale-Hutchinson, rebaptisé Feathers, donne quelques concerts en novembre-décembre 1968. Il cesse d'exister en février 1969, lorsque Farthingale quitte Bowie. Cette rupture marque fortement le jeune homme, mais Hutchinson et lui continuent à se produire en duo pendant quelques mois sur le modèle de Simon and Garfunkel. En avril, ils enregistrent une démo de dix titres destinée à convaincre la maison de disques Mercury Records (où travaille Calvin Mark Lee, un ami de Bowie) de leur offrir un contrat. L'argent venant à manquer, Hutchinson, qui a une famille à nourrir et doute d'arriver un jour à percer dans le monde de la musique, décide peu après de rentrer dans son Yorkshire natal pour reprendre sa carrière de dessinateur industriel.
De son côté, Bowie s'installe chez sa nouvelle petite amie, Mary Finnigan, journaliste indépendante pour l'International Times. Bien que leur relation soit éphémère, Finnigan étant bientôt supplantée dans le cœur du chanteur par l'actrice d'origine chypriote Angela Barnett, ils restent en bons termes et fondent ensemble un club de folk dans les locaux du Three Tuns, un pub de Beckenham, début mai. Ce club évolue rapidement en Arts Lab, centre culturel qui accueille toutes sortes d'activités artistiques, qu'il s'agisse de spectacles de marionnettes, de projections de films comme Un chien andalou, de récitations de poèmes ou de performances musicales,. Bowie s'y produit tous les dimanches, seul avec sa guitare acoustique, et s'immerge dans la culture hippie à la mode.

### Enregistrement

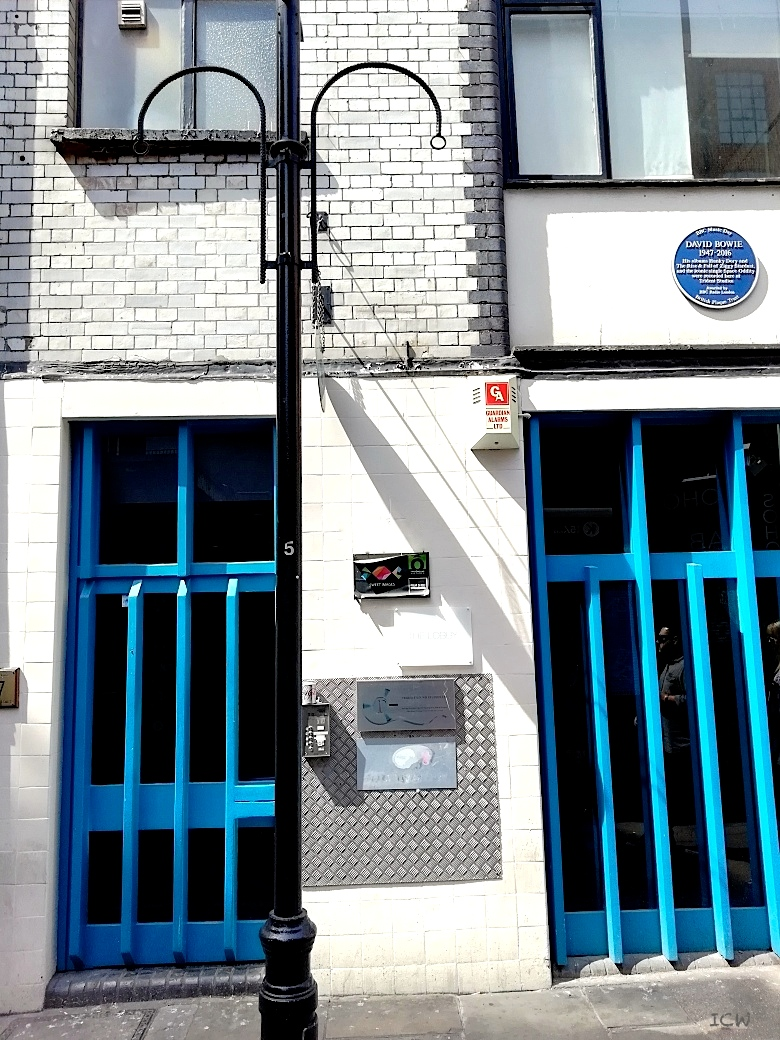
L'entrée des anciens studios Trident en 2018.

La chanson Space Oddity est enregistrée aux studios Trident de Londres le 20 juin 1969. Bowie signe son contrat avec Mercury le même jour. Une deuxième séance prend place quelques jours plus tard pour terminer la chanson. Bowie est entouré de jeunes musiciens de studio (le bassiste Herbie Flowers et le claviériste Rick Wakeman), ainsi que de Terry Cox, le batteur du groupe de folk Pentangle, et de Mick Wayne, le guitariste du groupe de rock Junior's Eyes. Pour la production, il souhaite faire appel à son ami Tony Visconti, mais celui-ci refuse, car il n'aime pas la chanson et n'y voit qu'une tentative cynique de profiter de la publicité suscitée par la mission Apollo 11. La tâche échoit à Gus Dudgeon, qui a travaillé comme ingénieur du son sur le premier album de Bowie. Le label Philips, filiale de Mercury, publie le single Space Oddity / Wild Eyed Boy from Freecloud le 11 juillet pour coïncider avec la mission lunaire. La chanson est utilisée dans l'émission que consacre la BBC à l'alunissage des astronautes américains dans la nuit du 20 au 21 juillet, mais cela ne se traduit pas par un pic de ventes, pas plus que la tentative de Kenneth Pitt, l'imprésario de Bowie, d'avoir recours à la payola pour la faire entrer au hit-parade.
Le travail sur le reste de l'album débute le 16 juillet, toujours à Trident. Tony Visconti est chargé de la production et choisit de faire appel aux autres membres de Junior's Eyes pour épauler Bowie : outre Mick Wayne, il s'agit de Tim Renwick à la guitare rythmique, John Lodge (surnommé « Honk ») à la basse et John Cambridge à la batterie. L'enregistrement se poursuit avec de nombreuses interruptions. Du 24 juillet au 3 août, Bowie se rend ainsi à Malte et en Italie avec son imprésario pour participer à deux concours de la chanson. Il rentre à Londres juste à temps pour se rendre au chevet de son père, Haywood Stenton Jones, qui souffre d'une pneumonie aiguë et meurt le 5 août, âgé de seulement cinquante-six ans. Le mois qui suit est particulièrement chargé pour le chanteur, qui emménage avec Angie Barnett et quelques amis (dont Tony Visconti) dans une grande villa victorienne du quartier de Beckenham, Haddon Hall, et se consacre à l'organisation d'un grand festival gratuit autour de l'Arts Lab, le Free Festival, qui prend place le 16 août.
Les séances d'enregistrement reprennent début septembre avec la chanson Memory of a Free Festival, inspirée par le festival du 16 août, qui est mise en boîte les 8 et 9 septembre. Deux jours plus tard, le 11, Bowie se rend aux studios Pye pour essayer d'y enregistrer God Knows I'm Good avec le guitariste Keith Christmas (en), mais l'acoustique de ces studios est si mauvaise qu'il décide rapidement de retourner à Trident. God Knows I'm Good y est réenregistrée le 16 septembre, toujours avec Christmas. Les séances prennent fin le 6 octobre, ne reste qu'à déterminer l'ordre des morceaux. C'est probablement à ce moment-là que Conversation Piece est écartée de l'album.

### Parution et accueil
Le deuxième album de David Bowie est publié au Royaume-Uni par Philips le 14 novembre 1969 sous le titre David Bowie. Le single Space Oddity est entre-temps entré au hit-parade au mois de septembre, profitant d'un trou dans le programme promotionnel de Mercury et du soutien de son nouveau directeur général Olav Wyper. La chanson finit par atteindre la cinquième place des ventes début novembre. Au bout de cinq années de carrière, Bowie, qui se trouve alors en Écosse pour sa première tournée comme tête d'affiche, tient enfin son premier tube. Néanmoins, l'album ne connaît pas le même succès auprès du public et la presse britannique lui réserve un accueil mitigé. Dans Disc & Music Echo, Penny Valentine compare Bowie à « un nouveau Bob Dylan », tandis que Music Now! décrit le disque comme « plus qu'un album, une expérience ». En revanche, Music Business Weekly considère que Bowie se montre trop ambitieux en partant dans trop de directions différentes.
Aux États-Unis, ce n'est qu'en février 1970 que Mercury publie l'album, sous le titre Man of Words / Man of Music. Le single Space Oddity passe complètement inaperçu dans ce pays et l'album rencontre la même indifférence du public et de la presse. Memory of a Free Festival est réenregistrée en mars 1970 à la demande de Mercury, qui considère qu'elle pourrait faire un single à succès. Elle est publiée sur les deux faces d'un 45 tours au mois de juin, mais elle ne permet toujours pas à Bowie de percer sur le sol américain. Le chanteur commence à craindre que sa carrière se résume au succès sans lendemain du single Space Oddity.

### Postérité
En 1972, Bowie devient enfin une vedette au Royaume-Uni sous les traits du personnage de Ziggy Stardust. Sa nouvelle maison de disques, RCA Records, en profite pour rééditer au mois de novembre ses deux albums parus chez Mercury au cours des années précédentes, le David Bowie de 1969 et The Man Who Sold the World (1970). Le premier reçoit pour l'occasion une nouvelle pochette et un nouveau titre, Space Oddity. La soif du public pour la musique de Bowie est telle qu'il se classe pour la première fois dans les meilleures ventes au Royaume-Uni et aux États-Unis, atteignant respectivement les 17e et 16e places des classements de ces deux pays l'année suivante.
Avec le recul, Space Oddity est fréquemment considéré par les biographes de Bowie comme un album mineur dans sa discographie, qui souffre d'un manque de ligne directrice et ne parvient pas à dépasser ses sources d'inspiration. L'importante différence de style et de qualité entre la chanson Space Oddity et les autres joue également en sa défaveur. Pour Nicholas Pegg, « Bowie sonne enfin comme un artiste majeur réalisant un album majeur », même s'il est encore « à la recherche de sa propre voix ». Matthieu Thibault considère que ce disque « montre un degré d'accomplissement nettement plus impressionnant que son prédécesseur », mais que la tentative de Bowie de se plier à l'idiome folk rock ne l'amène qu'à produire « des exercices de style ». Paul Trynka lui concède un certain charme naïf, même si le chanteur ne transcende jamais ses influences, sauf sur la chanson-titre. En 2000, dans le documentaire de la BBC Golden Years, Bowie décrit son deuxième album comme « un peu douteux dans la mesure où il n'avait aucune direction claire, musicalement parlant ».
À l'exception de Space Oddity, que Bowie joue régulièrement sur scène jusqu'en 2002, la majeure partie des chansons de l'album disparaissent rapidement de son répertoire scénique après 1970. En 1973, Memory of a Free Festival et Wild Eyed Boy from Freecloud sont jouées en medley avec d'autres chansons lors du dernier segment du Ziggy Stardust Tour.

## Caractéristiques artistiques

### Paroles et musique

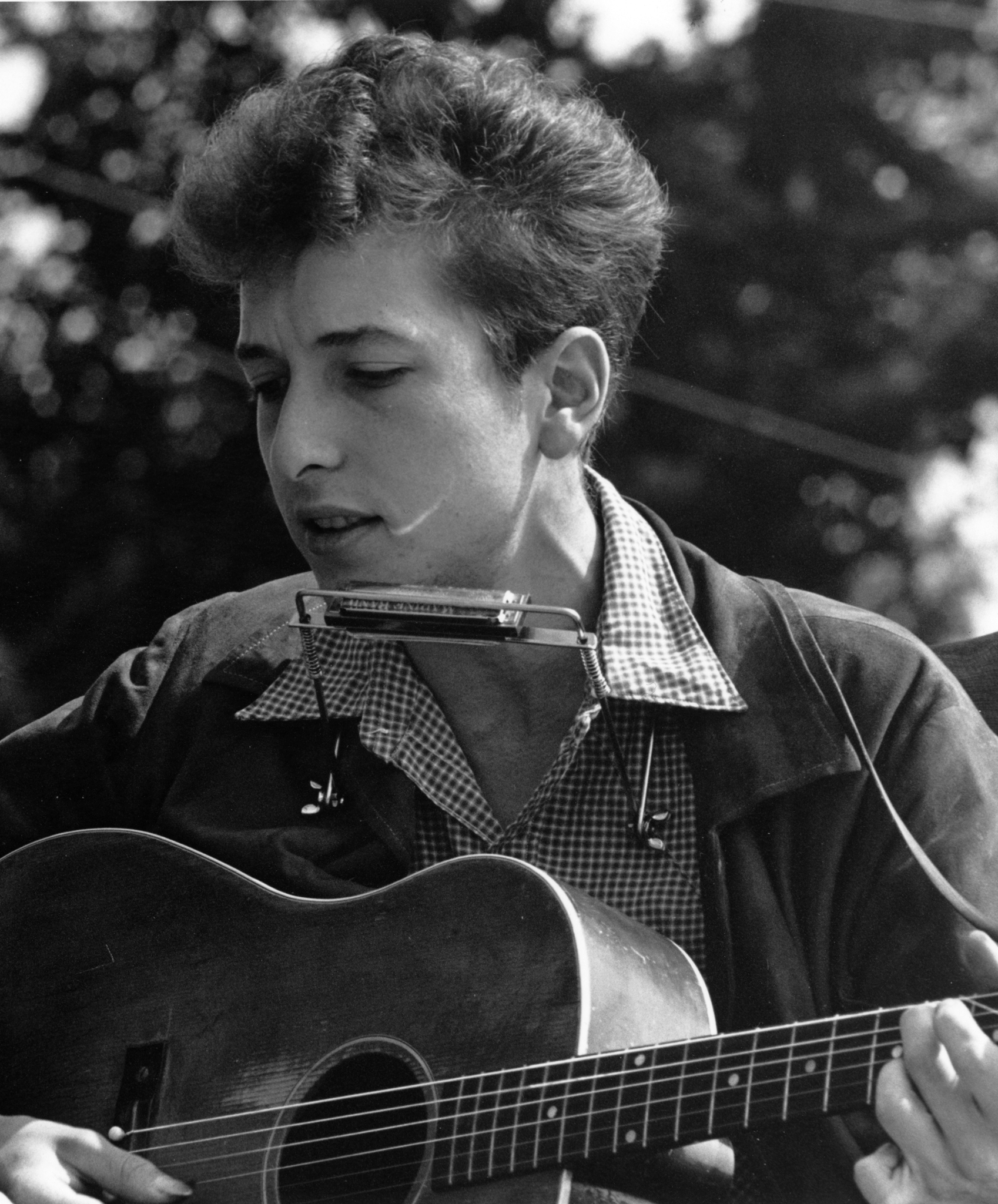
Bob Dylan est une influence importante de Bowie sur Space Oddity.

La majeure partie de l'album relève du genre folk rock et témoigne de l'influence de musiciens américains comme Bob Dylan, Simon and Garfunkel ou Tim Hardin. La démo enregistrée par Bowie avec John Hutchinson en avril 1969, à l'époque où les deux musiciens se produisaient en duo, inclut plusieurs chansons qui se retrouvent ultérieurement sur l'album Space Oddity : la chanson-titre (dont Bowie avait déjà enregistré des démos seul en 1968), Janine, An Occasional Dream, Conversation Piece, I'm Not Quite (ultérieurement rebaptisée Letter to Hermione) et Lover to the Dawn (une ébauche de Cygnet Committee). Sur l'album, la plupart de ces chansons reçoivent des arrangements plus élaborés, mais ce n'est pas le cas de Letter to Hermione, qui reste une ballade simple où seule une guitare acoustique accompagne le chant.
Deux des chansons de l'album sont parues en single avant sa sortie : Space Oddity, qui est reprise à l'identique sur le 33 tours, et Wild Eyed Boy from Freecloud, qui est enregistrée à nouveau pour l'occasion. La première est le premier grand succès de Bowie : dialogue entre un astronaute et sa tour de contrôle qui se termine avec la disparition du premier dans les profondeurs du cosmos, elle a pour thèmes fondamentaux l'aliénation et la résignation. L'idée de base provient du film de Stanley Kubrick 2001, l'Odyssée de l'espace (1968), dont elle parodie le titre, mais la musique et les paroles de Space Oddity ont avant tout une dette envers la ballade des Bee Gees New York Mining Disaster 1941, sortie en single en 1967. Musicalement, elle se distingue par l'utilisation du stylophone, un clavier électronique miniature généralement considéré comme un jouet, mais qui donne à la chanson un son unique. Wild Eyed Boy from Freecloud est quant à elle une sorte de conte philosophique d'inspiration bouddhiste : un jeune garçon qui vit en prophète sur la montagne s'attire l'opprobre des autres villageois qui veulent le pendre, mais la montagne détruit le village pour le sauver. Alors que la version parue en face B de Space Oddity présente un accompagnement réduit, Tony Visconti opte sur l'album pour un arrangement orchestral grandiose, interprété par un orchestre de cinquante musiciens. Ces arrangements orchestraux, qui se retrouvent de manière moins prononcée sur d'autres chansons, évoquent le courant rock progressif qui est en train de voir le jour au Royaume-Uni.
Les paroles de plusieurs chansons de Space Oddity présentent un caractère autobiographique. La plus évidente est Letter to Hermione, qui s'adresse directement à la femme dont Bowie a partagé la vie durant la majeure partie de l'année 1968. Avec son accompagnement dominé par la flûte, An Occasional Dream porte un regard nostalgique sur leur relation, tandis que Unwashed and Somewhat Slightly Dazed semble trahir l'inquiétude ressentie par le chanteur concernant la différence de statut social entre Farthingale (qui est la fille d'un avocat aisé) et lui,. Dans un entretien, il affirme néanmoins avoir écrit cette chanson en réaction à la mort de son père. Memory of a Free Festival se présente comme un hymne à la Hey Jude ou All You Need Is Love, avec une longue coda où le mantra « The sun machine is going down and we're gonna have a party » est répété en boucle par les chœurs. Ses paroles et son titre rendent hommage au Free Festival de Beckenham, mais elle peut aussi être lue comme une critique voilée des idéaux hippies dont Bowie s'éloigne rapidement à la fin de l'année 1969. Cygnet Committee aborde ce thème de manière beaucoup plus franche en s'en prenant ouvertement et brutalement au mouvement hippie et aux gourous autoproclamés. Cette chanson, la plus longue et la plus complexe de l'album (elle dure plus de neuf minutes et se compose de plusieurs sections distinctes), reflète une forte influence dylanienne, tout comme Unwashed and Somewhat Slightly Dazed avec le solo d'harmonica énergique de Benny Marshall ou God Knows I'm Good, sorte de protest song à propos d'une vieille dame prise en flagrant délit de vol à l'étalage,. Seule chanson enjouée de l'album, Janine détonne : ce portrait d'une jeune fille exubérante, qui aurait été inspiré par la petite amie de George Underwood, est l'occasion pour Bowie de s'amuser à imiter les intonations d'Elvis Presley.

### Pochette et photographie
La pochette de l'édition britannique de l'album est conçue par Bowie avec son ami Calvin Mark Lee, crédité sous le nom de CML33 (ses initiales et son âge). Elle se compose du visage du chanteur vu de face (une photographie de Vernon Dewhurst) devant des rangées de disques bleu foncé sur fond vert. Cet arrière-plan s'inspire de CTA 25 Neg, une œuvre du peintre français d'origine hongroise Victor Vasarely,. L'édition américaine originale de l'album présente un portrait similaire de Bowie, mais sur un fond bleu uni. Sur ces deux versions, le dos de la pochette est occupé par une illustration de George Underwood reprenant un croquis de Bowie. Intitulée à tort « Depth of a Circle », alors que le chanteur souhaitait l'appeler « Width of a Circle » (titre repris ultérieurement pour une chanson de The Man Who Sold the World), cette illustration représente différents personnages apparaissant dans les chansons de l'album. La pochette intérieure présente les paroles en blanc sur fond bleu. Les musiciens qui accompagnent Bowie ne sont pas crédités sur l'album britannique parce qu'ils sont sous contrat avec d'autres labels au Royaume-Uni, mais leurs noms apparaissent sur la pochette de l'édition américaine.
La réédition de 1972 remplace la couverture et le dos de la pochette par des photos de Bowie plus récentes : un gros plan sur son visage à en couverture, un portrait assis sur une chaise au dos. Sur ces photos, qui sont l'œuvre de Mick Rock, le chanteur apparaît dans son personnage de Ziggy Stardust, avec des cheveux rouge orangé, un costume moulant en lurex gris argenté et des bottes à semelles compensées en vinyle rouge. Cette pochette est utilisée par les premières rééditions de l'album au format CD, chez RCA en 1984 puis chez Rykodisc en 1990. Ce n'est qu'à partir de la réédition remasterisée de 1999 chez EMI que l'album retrouve sa pochette originale, en conservant cependant le titre Space Oddity. L'édition du quarantième anniversaire, sortie en 2009, rétablit le titre David Bowie.

## Fiche technique

### Chansons

#### Album original
Toutes les chansons sont écrites et composées par David Bowie.
| 1. | Space Oddity                         | 5:16 |
| 2. | Unwashed and Somewhat Slightly Dazed | 6:13 |
| 3. | Don't Sit Down                       | 0:39 |
| 4. | Letter to Hermione                   | 2:30 |
| 5. | Cygnet Committee                     | 9:30 |

| 6.  | Janine                       | 3:19 |
| 7.  | An Occasional Dream          | 2:56 |
| 8.  | Wild Eyed Boy from Freecloud | 4:47 |
| 9.  | God Knows I'm Good           | 3:16 |
| 10. | Memory of a Free Festival    | 7:07 |

La troisième piste de l'album, le bref intermède improvisé Don't Sit Down, n'est pas nommée sur la pochette originale. Elle est retirée de la réédition RCA de 1972.

#### Rééditions
En 1990, Space Oddity est réédité au format CD par Rykodisc/EMI avec trois chansons supplémentaires. Cette réédition restaure également Don't Sit Down après Unwashed and Somewhat Slightly Dazed.
| 11. | Conversation Piece (face B du single The Prettiest Star, 1970)    | 3:05 |
| 12. | Memory of a Free Festival, Part 1 (version single (face A), 1970) | 3:59 |
| 13. | Memory of a Free Festival, Part 2 (version single (face B), 1970) | 3:31 |

En 2009, Space Oddity est réédité à l'occasion du quarantième anniversaire de sa parution par EMI/Virgin. Cette édition de luxe comprend un deuxième CD composé de démos, versions alternatives, faces B et enregistrements pour la BBC. Sur cette version, Don't Sit Down ne figure pas dans la liste des pistes, mais elle est rattachée à la fin de Unwashed and Somewhat Slightly Dazed.
| 1.  | Space Oddity (démo)                                                                                | 5:10 |
| 2.  | An Occasional Dream (démo)                                                                         | 2:49 |
| 3.  | Wild Eyed Boy from Freecloud (face B du single Space Oddity, 1969)                                 | 4:56 |
| 4.  | Let Me Sleep Beside You (enregistrement pour le Dave Lee Travis Show de la BBC, 1969)              | 4:45 |
| 5.  | Unwashed and Somewhat Slightly Dazed (enregistrement pour le Dave Lee Travis Show de la BBC, 1969) | 9:30 |
| 6.  | Janine (enregistrement pour le Dave Lee Travis Show de la BBC, 1969)                               | 3:02 |
| 7.  | London Bye Ta-Ta (stéréo)                                                                          | 3:12 |
| 8.  | The Prettiest Star (stéréo)                                                                        | 3:12 |
| 9.  | Conversation Piece (stéréo)                                                                        | 3:06 |
| 10. | Memory of a Free Festival, Part 1 (version single (face A), 1970)                                  | 3:59 |
| 11. | Memory of a Free Festival, Part 2 (version single (face B), 1970)                                  | 3:31 |
| 12. | Wild Eyed Boy from Freecloud (mix alternatif)                                                      | 4:45 |
| 13. | Memory of a Free Festival (mix alternatif)                                                         | 9:22 |
| 14. | London Bye Ta-Ta (mix alternatif)                                                                  | 2:34 |
| 15. | Ragazzo solo, ragazza sola (version italienne de Space Oddity avec des paroles de Mogol)           | 5:14 |

En 2019, le coffret Conversation Piece inclut deux versions de l'album. La première, intitulée The David Bowie (aka Space Oddity) Album, reprend le mixage stéréo de l'album de 1969 avec cinq titres bonus. L'autre, intitulée The Space Oddity Album, est une nouvelle version remixée par Tony Visconti. Elle intègre Conversation Piece entre Wild Eyed Boy From Freecloud et God Knows I'm Good, ainsi que deux titres bonus, mais ne comporte pas Don't Sit Down.

### Interprètes
- David Bowie : chant, guitare acoustique, stylophone sur Space Oddity, mbira sur Janine, orgue électrique Rosedale sur Memory of a Free Festival
- Terry Cox : batterie sur Space Oddity
- Rick Wakeman : mellotron sur Space Oddity
- Herbie Flowers : basse sur Space Oddity
- Mick Wayne : guitare électrique sur toutes les chansons sauf Letter to Hermione et Wild Eyed Boy from Freecloud
- Tim Renwick : guitare électrique sur toutes les chansons sauf Space Oddity, Letter to Hermione et Wild Eyed Boy from Freecloud, flûte traversière et flûte à bec sur An Occasional Dream
- John « Honk » Lodge : basse sur toutes les chansons sauf Space Oddity et Letter to Hermione
- John Cambridge : batterie sur toutes les chansons sauf Space Oddity, Letter to Hermione et Wild Eyed Boy from Freecloud
- Keith Christmas (en) : guitare acoustique sur Letter to Hermione, Janine, An Occasional Dream, God Knows I'm Good et Memory of a Free Festival
- Benny Marshall : harmonica sur Unwashed and Somewhat Slightly Dazed
- Tony Visconti : flûte traversière et flûte à bec sur An Occasional Dream
- Paul Buckmaster : contrebasse sur Wild Eyed Boy from Freecloud[61]

### Équipe de production
- Pour la chanson Space Oddity :
  - Gus Dudgeon : producteur
  - David Bowie, Paul Buckmaster : arrangements

- Pour le reste de l'album :
  - Tony Visconti : producteur
  - David Bowie, Tony Visconti : arrangements
  - Ken Scott, Malcolm Toft, Barry Sheffield : ingénieurs du son

- David Bowie, CML33 : conception de la pochette
- Vernon Dewhurst : photographie
- George Underwood : illustration de la pochette arrière

### Classements et certifications
| Classement                    | Meilleure position | Année |
| ----------------------------- | ------------------ | ----- |
| États-Unis (Billboard 200)    | 16                 | 1973  |
| Royaume-Uni (UK Albums Chart) | 17                 | 1973  |

| Pays              | Certification | Date         | Ventes certifiées |
| ----------------- | ------------- | ------------ | ----------------- |
| Royaume-Uni (BPI) | Or            | 18 mars 2016 | 100 000           |